# Kaartijärvi (Gällivare socken, Lappland, 743516-174038)
Kaartijärvi är en sjö i Gällivare kommun i Lappland och ingår i Kalixälvens huvudavrinningsområde.